# Antidesma bhargavae
Antidesma bhargavae är en emblikaväxtart som beskrevs av Tapas Chakrabarty och Nambiyath Puthansurayil Balakrishnan. Antidesma bhargavae ingår i släktet Antidesma och familjen emblikaväxter. Inga underarter finns listade i Catalogue of Life.